# Braulio Caballero Figueroa
Braulio Caballero Figueroa (Tlalnepantla de Baz, 30 de abril de 1998) también conocido como Braulio Figueroa, es un organista, clavecinista, pianista, director coral y orquestal mexicano. Fue organista de la Catedral Metropolitana de la Ciudad de México.

## Biografía
Nació en 1998 en Tlalnepantla de Baz, Estado de México. 
Su primer acercamiento a los escenarios fue a los 7 años de edad, participando en diversas presentaciones como parte de un grupo de danza folclórica mexicana para posteriormente iniciar sus estudios musicales propedéuticos a los 12 años de edad bajo la guía de la pianista Ana Eugenia González Gallo
Realizó sus estudios profesionales de manera particular, de órgano con Rodrigo Treviño, de clavecín con Miguel Cicero y Santiago Álvarez, piano en la Fundación “Claudio Arrau León” bajo la guía de Héctor Ocampo, recibiendo la herencia pianística de Claudio Arrau. Realizó estudios de dirección orquestal con Francisco Savín.
Ha recibido clases magistrales de órgano con Matthias Giesen (Austria), Maurizio Maffezzolli (Italia), clavecín con Guido Morini (Italia), Stephane Fuget (Francia), Dan Tidhar (Inglaterra), Alexander Weimann (Alemania) y dirección coral y orquestal con Jacopo Sipari di Pescasserolli (Italia), Paulo Vassalo (Lisboa), Enrique Diemecke (México) y Eduardo Diazmuñoz (México).
En 2011 fue nombrado organista titular de la Iglesia de Nuestra Señora de Fátima en Tlalnepantla de Baz.
En 2014 fue nombrado organista segundo de la Catedral de Tlalnepantla.
Durante la visita del Papa Francisco fue requerido como cantor del coro para la misa celebrada por Su Santidad en Ecatepec.
En 2017 fue director musical del proyecto ̈El sueño de Rosina, dirigiendo selecciones de la ópera El barbero de Sevilla con cantantes del Conservatorio Nacional de Música en colaboración con la Escuela Nacional de Arte Teatral en la Ciudad de México. De 2017 a 2019 fue director asistente del coro del Conservatorio Nacional de Música.
Ha participado como concertista en festivales internacionales y ciclos de conciertos como el Festival Internacional de Órgano de Morelia, el Festival Internacional de Órgano Antiguo de Guanajuato, el Ciclo de Jóvenes en la Música promovido por el Instituto Nacional de Bellas Artes y el Ciclo de Conciertos de clavecín  ̈BaRrockeando ̈ promovido por la Secretaría de Hacienda, los festivales internacionales de música sacra “Stat Crux volvitur Orbis” (La Cruz permanece mientras el Orbe gira) e Hic est Corpus Meum (Aquí está Mi Cuerpo) en Guatemala, entre  muchos otros. También ha sido entrevistado en Radio María Guatemala  y en Uno TV. .

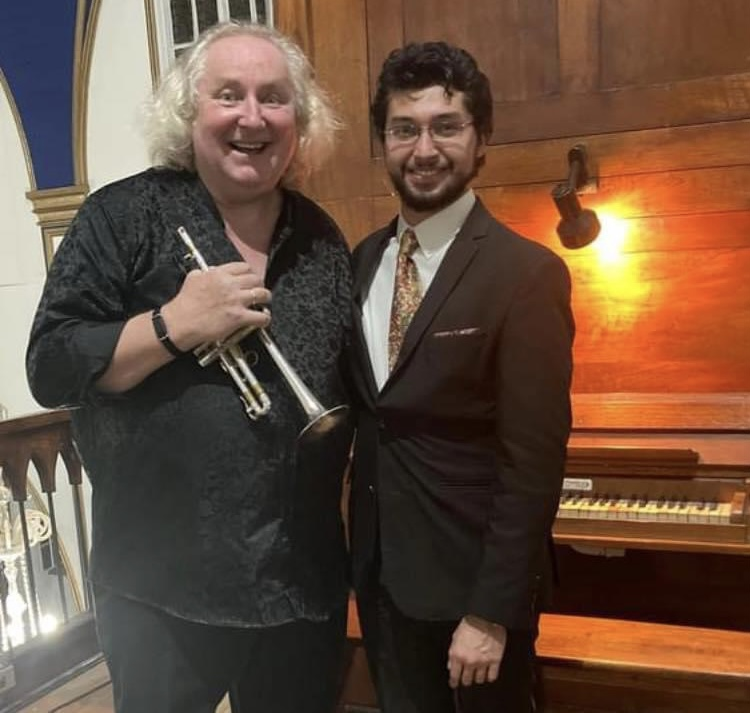
Braulio C. Figueroa & Reinhold Friedrich. FIT Costa Rica 2023.

Desde septiembre de 2020 a mayo de 2023 fue organista de la Catedral de Metropolitana de la Ciudad de México.
Desde julio de 2022 es organista del Templo de Santo Domingo de Guzmán, Mixcoac, CDMX.
En enero de 2023 participó en el proyecto “Concierto por la paz “ que consistió en la realización de una grabación y de un concierto en la Catedral Metropolitana de la Ciudad de México, con obras para órgano y dos trompetas, con la participación del trompetista mexicano Luis Enrique Nahuatlato Cuatlatoa y el trompetista costarricense Alexis Morales Barrientos, directivo del Gremio Mundial de Trompetistas.
En mayo de 2023 viajó a Costa Rica para realizar la producción discográfica CD/DVD titulada “Barroquissimo”, tañendo la trompeta Alexis Morales, y Braulio en el órgano, dicha grabación se realizó en el Iglesia de Nuestra Señora de las Mercedes, en el centro de Grecia (Costa Rica), presentando un concierto con la música del disco en dicho lugar. 
En diciembre de 2023 participó en el Festival Internacional de Trompeta de Costa Rica, acompañando en el órgano al afamado trompetista alemán Reinhold Friedrich, miembro de la Orquesta “Mozart” fundada por Claudio Abbado, a este concierto de gala de dicho festival se encontraba como espectador Daniel Kriener, embajador de Alemania en Costa Rica.  
En noviembre de 2024 participó en el Festival Internacional “Tomás Luis de Victoria” en Avila, España, ofreciendo un concierto con  los dos órganos de la catedral abulense. 
Actualmente es director del Coro Interprovincial de la Congregación de las Hermanas Franciscanas de la Inmaculada Concepción.
Forma parte del claustro docente de la Universidad Pontificia de México, a cargo del curso de Música Litúrgica. 

## Discografía
- BaRrockeando. LM Studios Production. Biblioteca Miguel Lerdo de Tejada 2022, clavecín Titus Crijnen 2011. 